# Sorn Old Bridge
Die Sorn Old Bridge ist eine Straßenbrücke nahe der schottischen Ortschaft Sorn in der Council Area East Ayrshire. 1971 wurde das Bauwerk in die schottischen Denkmallisten in der höchsten Denkmalkategorie A aufgenommen. Sie ist nicht zu verwechseln mit der Sorn-Brücke in Bridgend auf Islay.

## Beschreibung
Die Sorn Old Bridge stammt aus dem frühen 18. Jahrhundert. Sie ist eine schmale Steinbogenbrücke, die den River Ayr am Westende von Sorn mit zwei Bögen quert. Das Mauerwerk besteht aus Bruchstein. Die Segmentbögen beschreiben beinahe einen vollständigen Halbkreis. Am Mittelpfeiler treten Eisbrecher mit dreieckigem Grundriss hervor. Die überführte einspurige Straße besitzt keine verkehrstechnische Bedeutung mehr.